# Delphine Arène

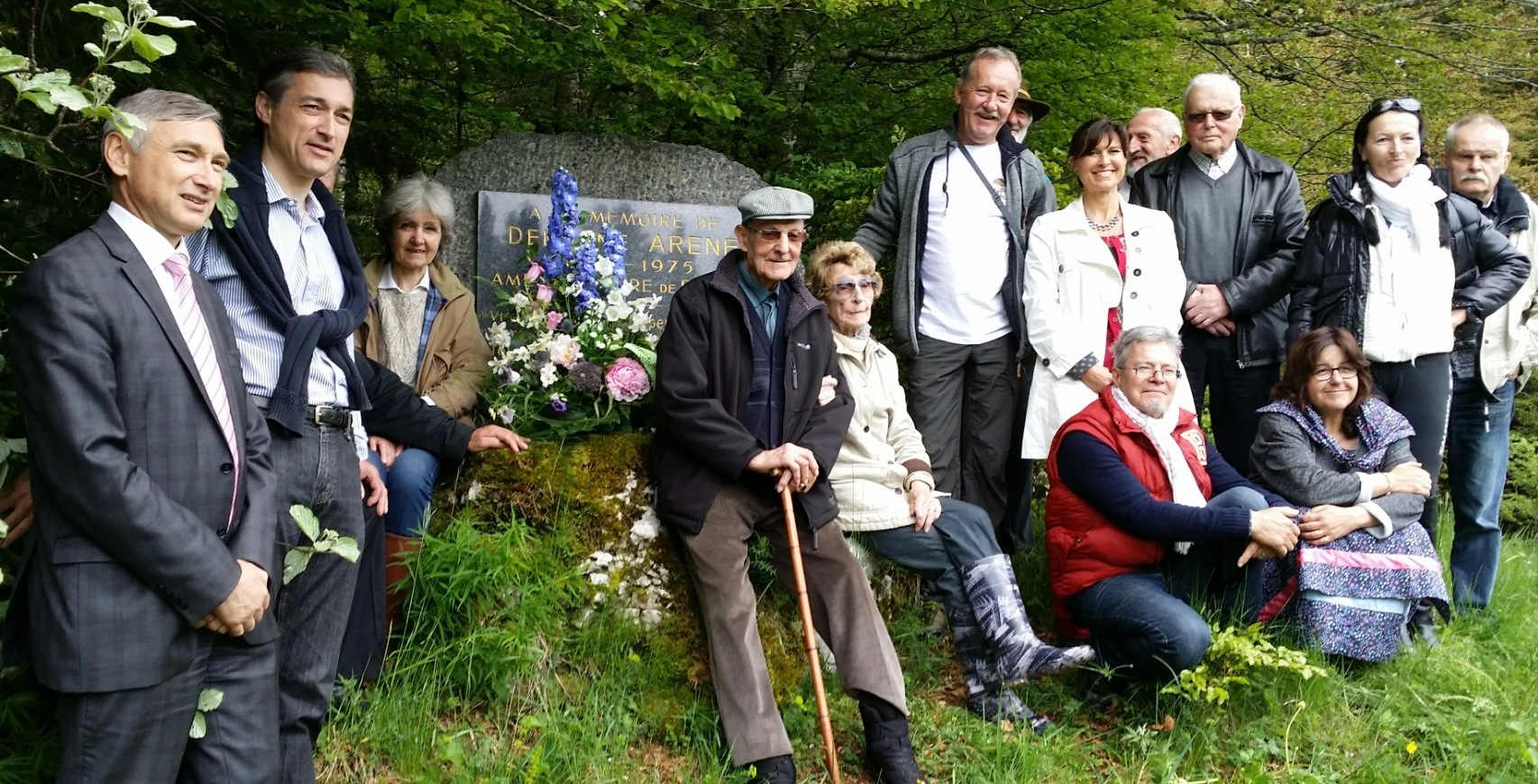
Dépôt de Gerbe pour les 130 ans de la naissance de Delphine Arène

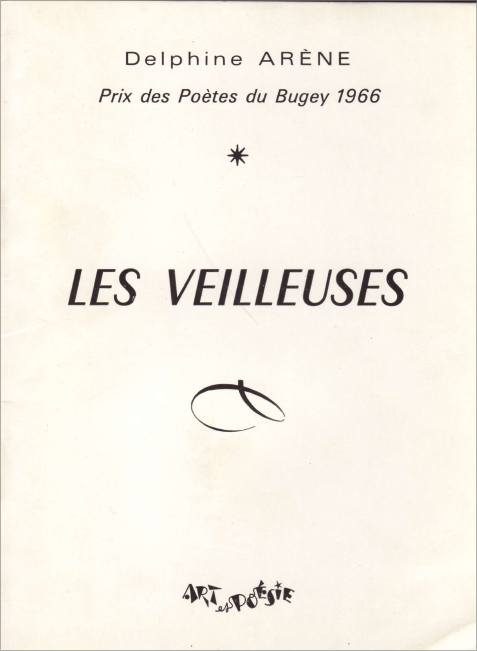

Delphine Arène, née à Nantua (Haut-Bugey) le 22 avril 1886,, et morte le 1er janvier 1975 à Nantua, issue d'une famille d'écrivains et imprimeurs, est un écrivain, journaliste pour le journal l'Abeille du Bugey et du pays de Gex. La « Dame du Haut-Bugey » aurait fêté ses 130 ans, en 2016, considérée comme la « poétesse du Retord » elle reste pour tous la « grande femme du Retord ». Un numéro spécial de la revue Visages de L'Ain lui a été consacré en 1975. Emile Bocquillod a rédigé son portrait dans un article intitulé Quelques fleurs pour Delphine Arène, repris dans son ouvrage Portraits de l'Ain paru en 1994.
La qualité de son talent vient d'être reconnue par ses pairs en créant à Nantua le Prix littéraire Delphine Arène récompensant le premier roman pour soutenir la création littéraire en Auvergne / Rhône-Alpes. A l'initiative de l'Union des Ecrivains d'Auvergne / Rhône-Alpes, il sera décerné le 24 mars 2018 à l'occasion du septième Salon du Livre de Nantua.

## Une famille d'écrivains et d'imprimeurs
La lignée d'écrivains et d'imprimeurs, commence avec (Augustin) Auguste Arène, qui obtient d'Adolphe Thiers en 1835 un brevet d'imprimeur à Nantua.
Il crée à Nantua son premier journal en 1835, Le Crieur Public, qui s'arrêtera en octobre 1839. Ensuite, il imprime dès octobre 1839 Le Patriote de l'Ain,,, pour le comte Abel de Moyria-Maillat qui cessera sa publication avec son 158e numéro le 8 octobre 1840. Il fonde ensuite L'Écho de l'Ain qui paraitra d'avril 1847 à mars 1848.

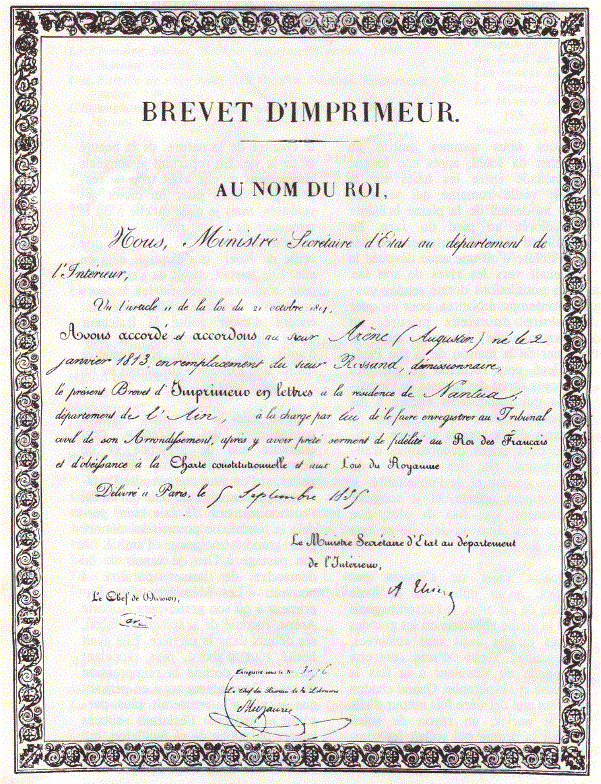
Brevet d'Imprimeur

C'est le 15 janvier 1853 que nait L'Abeille du Bugey et du Pays de Gex qui paraitra de janvier 1853 à juin 1944. Julien Arène, auteur de nombreux ouvrages historiques, succédera à son père à la tête de l'Abeille en 1893. Il est par la suite assisté par sa fille Delphine. Le fils ainé de Julien Aréne, frère de Delphine, (Joseph Adolphe) Auguste Arène est mort sur le front en 1918. Il figure au Panthéon parmi les 560 écrivains morts pour la France. On lui doit l'ouvrage Pérouges la Morte publié en 1910 par l'Imprimerie familiale à Nantua.

## Œuvres
- 1923 - Les Petites Heures[34],[4],[35]- Imprimerie Arène à Nantua - œuvre préfacée par Camille Gandilhon Gens - d'Armes
- 1925 - « Paysages du Retord » - in Bulletin des naturalistes no 39
- 1926 - Les Veilleuses - Art et Poésie - Prix des poètes du Bugey 1966[36]
- 1927 - Le Cyclone sur la forêt
- 1927 - L'Histoire et les légendes de Maria-Mâtre
- 1928 - Meyriat[37]
- 1930 - Croquis et Paysage sur la place du vieux Thoirette
- 1931 - Les Démontagneurs - Imprimerie Arène, Nantua[38],
- 1932 - Un village de chez nous : Dorches[39]
- 1933 - Un jour de juin, le long de la Valserine[40]
- 1934 - « Croquis et Paysages » - in Bulletin des naturalistes no 48[21]
- 1934 - La Passée - roman[41]
- 1934 - Les Plus Beaux Sites du Bugey... Meyriat - 2e édition Imprimerie Arène à Nantua[42]
- 1934 - Mon Lac, son histoire et sa légende - Imprimerie Arène à Nantua[43]
- 1935 - Au soleil de septembre - Imprimerie Berthod Bourg en Bresse[44]
- 1935 - L’Église abbatiale de Nantua[45]
- 1936 - Le Plateau de Retord, Billiat, Brénod[46]
- 1937 - Les Bonnes Dames de Nantua
- 1938 - L'Église abbatiale de Nantua[45]
- 1938 - Mère Donatille, 1844 - 1925
- 1940 - Le Chanoine Barbet, 1863 - 1939
- 1940 - Le Saint Suaire à Billiat
- 1943 - Une famille de chez nous... Les Goiffon[47]
- 1945 - Le Mystère du château de Gramont
- 1945 - L'Étranglière - roman - Édition de la Revue des Alpes[48]
- 1946 - Françoise chez les ours. Roman Régionaliste, suivi de Contes Montagnards - Édition de la Revue les Alpes
- 1949 - « Souvenirs sur le Tin-té-bin » - Bulletin des naturalistes no 63
- 1952 - lmpression de voyageurs illustres
- 1955 - « Où souffle l'esprit la vie continue » - Bulletin des naturalistes no 69
- 1959 - « La Forêt du Haut-Bugey raconte toute l'histoire de Pays » - Bulletin des naturalistes no 73
- 1961 - Poème
- 1974 - Le Plateau de Retord, Enchantement de la nature - Les Amis de Retord[49]
- 2000 - L'Étranglière - réédition[50],[51]